# بريان ويمر
بريان ويمر (بالإنجليزية: Brian Wimmer)‏ هو ممثل أمريكي، ولد في 1 أكتوبر 1959 في الولايات المتحدة.

## وصلات خارجية
- بريان ويمر على موقع IMDb (الإنجليزية)
- بريان ويمر على موقع ألو سيني (الفرنسية)
- بريان ويمر على موقع أول موفي (الإنجليزية)
- بريان ويمر على موقع قاعدة بيانات الأفلام السويدية (السويدية)
- بريان ويمر على موقع قاعدة بيانات الفيلم (الإنجليزية)
- بريان ويمر على موقع كينوبويسك (الروسية)